# 민재연
민재연은 대한민국의 트로트 가수이다. 2009년 2월 5일 싱글 앨범 <First Album>으로 데뷔하였다.

## 앨범
- 2009년 <First Album>
- 2011년 <뻥이야 Vol.1>